# Rhytiphora pedicornis
Rhytiphora pedicornis là một loài bọ cánh cứng trong họ Cerambycidae.